# Staphylococcus lugdunensis
Staphylococcus lugdunensis es una especie de bacteria grampositiva de la familia Staphylococcaceae perteneciente al grupo de los estafilococos coagulasa-negativos; sin embargo, las infecciones que causa se asemejan más a las de S. aureus, por su gran virulencia, que a las de este grupo. A pesar de su clasificación y de que, efectivamente, no produce coagulasa libre, entre un 60 % y un 80 % de las cepas sí poseen esta enzima ligada a la membrana (clumping factor) y mostrarán aglutinación en portaobjetos o látex, lo que puede hacer que se confunda con S. aureus. Tiene tendencia a causar endocarditis de válvulas nativas y forma parte de la microbiota normal de la piel.

## Etimología
Staphylococcus es una palabra latina de origen griego que resulta de la unión de staphylé (σταφυλή, «racimo de uvas») y kókkos (κόκκος, «grano»). Lugdunensis es el gentilicio latino de Lyon, ciudad de Francia, donde la especie fue aislada por primera vez.

## Microbiología
Tiene morfología cocácea y puede aparecer en solitario, formando parejas, cadenas o racimos. Como todas las especies del género, es grampositivo, inmóvil y no forma endosporas. Es catalasa-positivo, coagulasa-negativo —aunque algunas cepas producen el clumping factor— oxidasa-negativo y gelatinasa-negativo. Su metabolismo es anaerobio facultativo y fermenta la glucosa a ácido láctico de manera anaerobia y también realiza este proceso con otros glúcidos como la fructosa, la lactosa, la maltosa, la sacarosa y la trehalosa de forma aerobia. Además, fermenta otros como el manitol y el xilitol sin producir ácido.